# Placidus Denzinger
Placidus Denzinger OSB (* 1907 in Absberg; † 28. Juni 1985) war ein Geistlicher, Ökonom und Subprior des Klosters Plankstetten.

## Leben
Karl Franz Denzinger trat in die Benediktinerabtei Plankstetten ein, nahm den Ordensnamen Placidus an und legte 1928 seine Profess ab. Er wurde 1932 zum Priester geweiht. Nach seinem Theologiestudium studierte er an der Technischen Universität München von 1933 bis 1935 Landwirtschaft und wurde danach bis 1976 Klostergutsverwalter. Er war Mitglied als Beirat im Bayerischen Bauernverband-Bezirksvorstand Oberpfalz. Von 1959 bis 1976 war er Lehrer an der klostereigenen Mittelschule.

## Auszeichnungen
- 1968: Bundesverdienstkreuz 1. Klasse
- Bayerischer Verdienstorden